# Підвисоцька волость
Підвисоцька волость — історична адміністративно-територіальна одиниця Уманського повіту Київської губернії з центром у селі Підвисоке.
Станом на 1886 рік складалася з 14 поселень, 12 сільських громад. Населення — 11220 осіб (5571 чоловічої статі та 5649 — жіночої), 1410 дворових господарств.
|                     | Площа, десятин | У тому числі орної, дес. |
| ------------------- | -------------- | ------------------------ |
| Сільських громад    | 10431          | 8672                     |
| Приватної власності | 18913          | 11682                    |
| Іншої власності     | 466            | 370                      |
| Загалом             | 29810          | 20724                    |

Основні поселення волості:
- Підвисоке — колишнє власницьке містечко при річці Бондарка за 18 верст від повітового міста, 2272 особи, 334 двори, православна церква, школа, водяний і 3 вітряних млини. За 4 версти — лісова контора. За 15 версти — лісова контора.
- Давидівка — колишнє власницьке село при річці Ятрань, 324 особи, 50 дворів, православна церква, школа, постоялий будинок, 2 водяних млини.
- Лебединка — колишнє власницьке село при річці Ятрань, 517 осіб, 77 дворів, православна церква, школа, постоялий будинок, 2 водяних млини.
- Левківка — колишнє власницьке село при річці Синюха, 728 осіб, 122 двори, православна церква, школа, постоялий будинок, водяний млин, сукновальня.
- Перегонівка — колишнє власницьке село при річці Ятрань, 1717 осіб, 265 дворів, православна церква, школа, постоялий двір, 3 постоялих будинки, водяний млин, сукновальня.
- Покотилівка — колишнє власницьке містечко при річці Ятрань, 880 осіб, 112 дворів, православна церква, 2 єврейських молитовних будинки, школа, постоялий будинок, 26 лавок, водяний млин, базари по вівторках.
- Полонисте — колишнє власницьке село при річці Ятрань, 648 осіб, 97 дворів, православна церква, школа, постоялий будинок, 2 водяних млини.
- Розсохуватець — колишнє власницьке село при річці Синюха, 791 особа, 113 дворів, православна церква, школа, постоялий будинок, водяний млин.

Старшинами волості були:
- 1909—1910 роках — Панфутій Григорович Коваль[2],[3];
- 1912—1913 роках — Дорофій Денисович Горбатенко[4],[5];
- 1915 року — Сила Дмитрович Ковальчук[6].